# Manuel Pérez Rodrigo
Manolo Pérez Rodrigo (Barcelona el 31 d'agost de 1976) fou un futbolista català.
La posició natural dins del camp és la de mig centre organitzador i ha destacat a la Unió Esportiva Lleida on va tenir un paper destacat, ja que dona a l'equip blau molta consistència. Arribà a debutar a primera divisió amb l'Espanyol en un derbi contra el Barcelona. També jugà al Cadis CF.

## Clubs
- Barcelona C 1995-96
- Mallorca B 1996-97
- Club de Futbol Gavà 1997-98
- RCD Espanyol B 1998-99
- CD Logroñés 1999-00
- Albacete Balompié 2000-01
- Club Deportivo Ourense 2001-02
- Hèrcules Club de Futbol 2002-03
- Cadis CF 2003-05
- Cultural y Deportiva Leonesa 2005-07
- Unió Esportiva Lleida 2008